# Gloria's Romance
Gloria's Romance é um seriado estadunidense de 1916, estrelado por Billie Burke. Escrito por Rupert Hughes e sua esposa, produzido por George Kleine, teve como diretores Walter Edwin e Colin Campbell. Em sua forma original, tinha 20 capítulos e vários deles eram mais longos do que normalmente eram os capítulos de seriado. Foi a segunda vez que Burke atuou como uma atriz de cinema, e uma das raras ocasiões em que uma estrela da Broadway de sua magnitude apareceu estrelando em um seriado.
O primeiro capítulo estreou em Nova York com Jerome Kern conduzindo a orquestra ao vivo.
O seriado veiculou nos cinemas estadunidenses entre 22 de maio e 2 de outubro de 1916, e foi um fracasso de bilheteria. Atualmente este seriado é considerado perdido.

## Sinopse
O seriado conta a história de uma jovem aventureira na Flórida, que acaba se perdendo em Everglades e encontra o terror e a excitação, além da rivalidade dos dois homens que a amam.

## Elenco

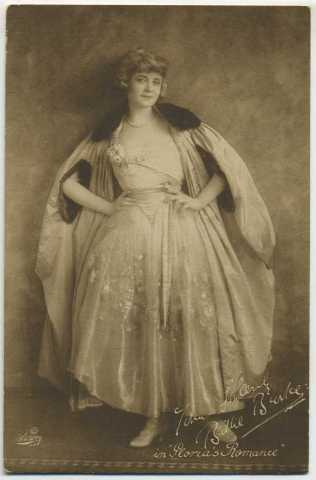
Billie Burke em Gloria's Romance

Cartaz publicitário apresentando Billie Burke em Gloria's Romance

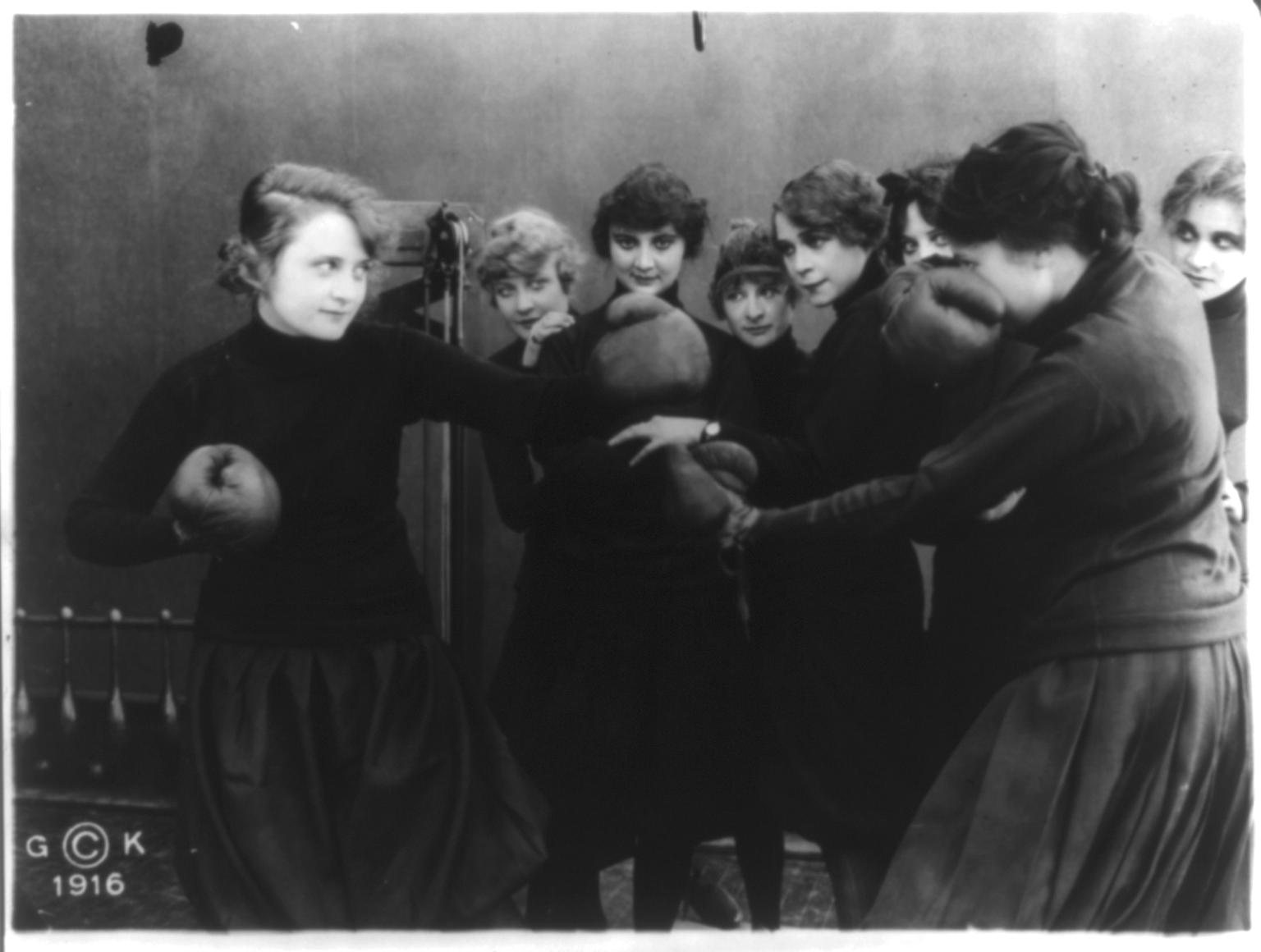
Cena de Gloria's Romance

- Billie Burke – Gloria Stafford (creditada como Miss Billie Burke)
- Henry Kolker – Dr. Stephen Royce
- David Powell – Richard Freneau
- William Roselle – David Stafford, irmão de Gloria
- Frank Belcher – Frank Lulry
- William T. Carleton – Pierpont Stafford
- Jule Power – Lois Freeman
- Henry Weaver – Judge Freeman
- Frank McGlynn, Sr. – Gideon Trask
- Helen Hart – Nell Trask
- Maxfield Moree – Stass Casimir
- Maurice Steuart
- Rapley Holmes – Chooey McFadden
- Adelaide Hastings – Governanta de Gloria
- Ralph Bunker
- Richard Barthelmess - extra (*não creditado)

## Capítulos
1. Lost in the Everglades
2. Caught by the Seminoles
3. A Perilous Love
4. The Social Vortex
5. The Gathering Storm
6. Hidden Fires
7. The Harvest of Sin
8. The Mesh of Mystery
9. The Shadow of Scandal
10. Tangled Threads
11. The Fugitive Witness
12. Her Fighting Spirit
13. The Midnight Riot
14. The Floating Trap
15. The Murderer at Bay
16. A Modern Pirate
17. The Tell-Tale Envelope
18. The Bitter Truth
19. Her Vow Fulfilled
20. Love's Reward